# 大山聖文
大山 聖文（おおやま まさふみ、1994年5月11日 - ）は、日本の男性声優、俳優。東京都出身。スターダストプロモーションに所属していた。

## 出演作品
※太字はメインキャラクター。

### テレビアニメ
2015年
- ぱんきす!2次元（レンタロウ・ウォーターホール[1]）

### 舞台
- ぱんきす!3次元